# Wilhelm Droste (homme politique, 1960)
Pour les articles homonymes, voir Droste.
 (décembre 2023).
Si vous disposez d'ouvrages ou d'articles de référence ou si vous connaissez des sites web de qualité traitant du thème abordé ici, merci de compléter l'article en donnant les références utiles à sa vérifiabilité et en les liant à la section « Notes et références ».
Wilhelm Droste (né le 3 décembre 1960 à Düsseldorf-Kaiserswerth) est un homme politique allemand (CDU) et est membre du Landtag de Rhénanie-du-Nord-Westphalie de 1995 à 2016.

## Biographie
Droste est le fils aîné de Wilhelm Droste, membre du Landtag de Rhénanie-du-Nord-Westphalie pour Ratingen et Heiligenhaus (1970-1985). Il passe son enfance et sa jeunesse à Ratingen-Hösel, son diplôme de fin d'études secondaires (1977) et son Abitur (1980) à Ratingen-Lintorf. Il termine ses études de droit à l'Université rhénane Frédéric-Guillaume de Bonn  en 1990 avec le deuxième examen d'État. De 1990 à 1992, il suit un programme de formation à la Dresdner Bank AG à Halle-sur-Saale et Düsseldorf. De 1992 à 1993, il est avocat à Düsseldorf. En novembre 1993, il est nommé notaire assesseur et en mai 1998 il a été nommé notaire. En 1999, il obtient son doctorat. Il travaille comme notaire à Düsseldorf.

## Parti politique
Droste rejoint la CDU en 1978, est président de la Junge Union à Ratingen-Hösel de 1978 à 1992 et président de la CDU Hösel de 1989 à 1994. En 1989, il devient membre du conseil de l'arrondissement de Mettmann et membre du conseil d'administration de l'association municipale CDU de Ratingen de 1992 à 1995. De janvier 1996 au 4 novembre 2010, il est président de l'association CDU de l'arrondissement de Mettmann et de 2003 à 2011 vice-président de l'association de district Bergisches Land de la CDU.

## Parlementaire
Depuis le 1er juin 1995, il est membre du Landtag de Rhénanie-du-Nord-Westphalie, élu en 1995, 2000 et 2012 via la liste d'État de la CDU. En 2000, il obtient 37,5%, en 2005 48,0%, 2010 44,6% et 2012 37,3% des votes dans la circonscription de Mettmann III pour les villes de Heiligenhaus et Ratingen. De mai 2005 à juin 2006, il est porte-parole du groupe parlementaire CDU au sein de la commission parlementaire chargée de l'économie, des moyennes entreprises et de l'énergie. En juin 2006, il est élu conseiller juridique du groupe parlementaire d'État de la CDU et donc membre du comité exécutif.
Dans les groupes de travail du groupe parlementaire CDU, Droste est membre à part entière du groupe de travail sur l'économie, les moyennes entreprises et l'énergie, ainsi que membre adjoint des groupes de travail sur le droit, les affaires intérieures, le ménage et les finances.
Fin 2016, il renonce à son mandat au Landtag.